# Helene Cooper
Helene Cooper (sinh ngày 22 tháng 4 năm 1966) là một nhà báo người Mỹ gốc Liberia, là phóng viên Lầu Năm Góc cho tờ Thời báo New York. Trước đó, bà là phóng viên Nhà Trắng của tờ báo ở Washington, DC bà tham gia Times năm 2004 với tư cách trợ lý biên tập trang biên tập.

## Sự nghiệp
bà là thành viên của nhóm báo cáo Thời báo New York đã nhận được giải thưởng Pulitzer 2015 cho Báo cáo quốc tế về việc đưa tin về đại dịch virus Ebola 2014 ở Tây Phi. Cooper đã viết về các gia đình Liberia trong một nền văn hóa ôm và tiếp xúc thân thể, khi tiếp xúc thân thể có thể đột nhiên lây lan một căn bệnh chết người. Những người Liberia chăm sóc các thành viên gia đình đang hấp hối, như nhiều người đã biết, có lẽ họ sẽ bị nhiễm bệnh. Các thành viên khác trong nhóm là Pam Belluck, Sheri Fink, Adam Nossiter, Norimitsu Onishi, Kevin Sack và Ben C. Solomon.
Tại Tạp chí Phố Wall, Cooper đã viết về thương mại, chính trị, chủng tộc và chính sách đối ngoại tại văn phòng Washington và Atlanta từ năm 1992 đến 1997. Từ 1997 đến 1999, bà đã báo cáo về Liên minh tiền tệ châu Âu từ văn phòng London. Từ 1999 đến 2002, bà là phóng viên tập trung vào kinh tế quốc tế; sau đó trợ lý trưởng văn phòng Washington từ 2002 đến 2004.
Năm 2008, bà xuất bản một cuốn hồi ký, The House tại Sugar Beach (Simon & Schuster), về cuộc đảo chính Liberia năm 1980 và ảnh hưởng của nó trên Coopers, những người về mặt xã hội và chính trị hậu duệ ưu tú của Mỹ giải phóng nô lệ người thuộc địa Liberia trong thế kỷ 19. Cuốn sách đã nhận được sự hoan nghênh phê bình  và là một người vào chung kết Giải thưởng của Hội phê bình sách quốc gia năm 2008 cho cuốn tự truyện. Washington Post gọi cuốn sách là "một điểm sáng rực rỡ trên một vùng đất bị lãng quên quá lâu".
bà là tác giả của cuốn sách Madame President về nữ tổng thống đầu tiên của Liberia.

## Cá nhân
Cooper sinh ra ở Monrovia, Liberia và học ngành báo chí tại Đại học Bắc Carolina tại Đồi Chapel, tốt nghiệp cử nhân năm 1987. Tổ tiên của bà bao gồm hai người định cư đầu tiên của Liberia, Elijah Johnson  và Randolph Cooper.
Trong một phần về phản ứng của bà đối với chính quyền Trump đóng băng đối với người tị nạn Hồi giáo, Cooper kể lại trải nghiệm của chính mình khi là một người tị nạn 13 tuổi rời Liberia. Cha bà bị bắn (nhưng vẫn sống sót), anh họ của bà đã bị xử tử, và mẹ bà đã đồng ý bị những người lính hãm hiếp để bảo vệ bà và các chị em của bà. Họ đến Mỹ bằng visa du lịch, họ đã quá hạn cho đến khi ân xá của Ronald Reagan đưa cho họ thẻ xanh. Khi bà đọc một tài khoản về một gia đình Iran được đưa ra khỏi máy bay, bà nhớ rằng gia đình bà đang chờ đợi chuyến cất cánh ở Liberia như thế nào, cầu nguyện rằng sẽ không có ai cất cánh.
Helene Cooper là anh em họ đầu tiên với Wilmot Collins, thị trưởng hiện tại của Helena, Montana. Ông được biết đến là người da đen đầu tiên được bầu làm Thị trưởng của một thị trấn hoặc thành phố Montanan (sau khi được thành lập vào tháng 11 năm 1889).